# Phrynocephalus erythrurus
Phrynocephalus erythrurus es una especie de iguanios de la familia Agamidae.

## Distribución geográfica yhábitat
Es endémica de los montanos del noroeste del Tíbet. Su rango altitudinal oscila entre 4500 y 5300 m s. n. m..